# Synsphyronus absitus
Espèce
Synsphyronus absitus est une espèce de pseudoscorpions de la famille des Garypidae.

## Distribution
Cette espèce est endémique d'Australie. Elle se rencontre en Australie-Méridionale, dans le Nord de l'Australie-Occidentale, dans le Territoire du Nord et dans l'Ouest du Queensland.

## Description
Les mâles mesurent de 3,2 à 3,9 mm et les femelles de 3,3 à 4,9 mm.

## Publication originale
- Harvey, 1987 : A revision of the genus Synsphyronus Chamberlin (Garypidae: Pseudoscorpionida: Arachnida). Australian Journal of Zoology, Supplementary Series, no 126, p. 1-99.